# Влтава
Влта́ва (чеш. Vltava) — река в Чехии, левый приток верхней Лабы, протекает в западной части страны.
Ранее в некоторых источниках указывалась как Велтава и Молдава. Длина — 446 км, площадь водосборного бассейна — 28 000 км².
Средний расход воды в низовье около Праги — 142 м³/с. Река подвержена наводнениям, в частности, крупнейшее за последние 500 лет наводнение произошло в 2002 году, когда была затоплена значительная часть Праги и даже пострадал Пражский метрополитен. Между Мельником и Прагой на Влтаве расположено 12 шлюзов.

## Этимология
Чешское название Vltava, как и немецкое Moldau, произошло от старогерманского Wilth-ahwa («Дикая вода»).
Именем реки названа малая планета (2123) Vltava, открытая Н. С. Черныхом.
В цикле «Моя Родина» Бедржиха Сметаны присутствует симфоническая поэма «Влтава».

## Течение
Влтава образуется слиянием рек Тепла-Влтава и Студена-Влтава в горах Шумава на территории национального парка. Высота истока составляет 715 метров над уровнем моря.
Около села Нова-Пец в результате сооружения плотины на Влтаве образовано крупнейшее водохранилище Чехии — Липно. У города Вишши-Брод проходит через ущелье «Чёртовы стены», после него протекает по более открытому ландшафту и поворачивает на север.
Далее река течёт через Будеёвицкую равнину, затем по возвышенностям Средней Чехии. Впадает в Лабу в северной части Чехии у города Мельник.
Кроме столицы Праги и Вишши-Брода, на Влтаве также расположены города Чески-Крумлов и Ческе-Будеёвице.

## Притоки
Влтава имеет разветвлённую сеть притоков. Самым большим является Бероунка (бассейн 8854 км²), самым длинным — Сазава (225 км).
Крупнейшие притоки:
- Малше
- Сазава
- Отава
- Бероунка
- Лужнице
- Мусик[чеш.]
- Брзина
- Рокитка[чеш.]
- Мастник[чеш.]